# Vuurwerkramp in Culemborg
De vuurwerkramp in Culemborg, ook wel de Klap van Culemborg genoemd, vond plaats op donderdag 14 februari 1991 in de gelijknamige gemeente, op de grens met de toenmalige gemeente Vianen. Een opslagruimte met vuurwerk van het bedrijf MS Vuurwerk BV vatte vlam en ontplofte. Er vielen 2 doden, 20 à 30 gewonden en de explosies veroorzaakten grote materiële schade in de wijde omtrek.
Hoewel de directe oorzaak van de explosie nooit is vastgesteld, hebben wetenschappers van het onderzoeksinstituut TNO wel contribuerende factoren gevonden die ertoe hebben geleid dat zo'n onverwacht krachtige ontploffing met zoveel schade kon ontstaan. De aanbevelingen van TNO voor strengere veiligheidsmaatregelen rondom de productie en opslag van vuurwerk zijn echter - door een verwarrende, versnipperde verantwoordelijkheid voor vuurwerkregulering bij verschillende overheidsinstanties en een gebrek aan urgentie en doortastendheid bij de betrokken ambtenaren - niet tot uitvoering gekomen. Hierdoor kon 9 jaar later de veel grotere vuurwerkramp in Enschede (13 mei 2000) niet worden voorkomen.

## Verloop

### Locatie en bouw
De fabriek van MS Vuurwerk BV stond 50 meter af van de oostzijde van de Diefdijk, een van noord naar zuid lopende dijk die de gemeentegrens en provinciegrens vormt tussen de gemeente Culemborg (provincie Gelderland) in het oosten en de gemeente Vianen (toen provincie Zuid-Holland) in het westen.
Het bedrijf was gevestigd in twee gebouwen: het eerste bevatte een bunker daterende uit de Tweede Wereldoorlog (deze bleef intact tijdens de ramp), een kantoor, een assemblagehal (25 bij 16 meter) en 5 kleine opslagruimtes. Het tweede gebouw, 20 meter naar het oosten, werd voltooid in 1990 en was slechts een paar maanden in gebruik toen de calamiteit zich voordeed. Het bestond uit een assemblagehal (20 bij 12 meter), vier opslagruimtes (nummer 6, 7, 8 en 9) en twee werkruimtes. De muren van de opslagruimtes ('opslagbunkers' genoemd) waren gemaakt van blokken ongewapend beton van 20 centimeter dik, terwijl het plafond bestond uit betonnen kanaalplaten. De binnenmuur van de spouwmuren waren ook betonnen blokken, terwijl de buitenmuur metselwerk was. De assemblagehal was samengesteld uit stalen vakwerk bedekt met asbestplaten.

### Achtergrond
Eigenaar Henk Koolen werkte al 15 jaar in de vuurwerkbranche en had met zijn vuurwerkshows in binnen- en buitenland een goede reputatie opgebouwd.
Omwonenden onderwie Cornelis (Kees) Uittenboogaard hadden in de jaren 1980 jarenlang tevergeefs geprotesteerd tegen de bouw van de vuurwerkfabriek. Er waren onder andere handtekeningenacties gehouden:2:16 en Uittenboogaard voerde zelfs een rechtszaak tegen de fabriek tot aan de Raad van State, maar het liep op niets uit. Het was extra moeilijk om de komst van de fabriek te voorkomen, omdat hij en de meeste omwonenden van MS Vuurwerk aan de Zuid-Hollandse kant van de dijk woonden en weinig invloed konden uitoefenen op de autoriteiten aan de andere kant. Voorafgaand aan en bij de afwikkeling van de ramp hebben gedupeerden uit Vianen geklaagd dat er veel te weinig rekening is gehouden met hun belangen.

### Explosies en branden
Op 14 februari 1991 om ongeveer 11:50 uur geschiedde er een krachtige explosie in een bijgebouw van MS Vuurwerk. Naar alle waarschijnlijkheid waren het in feite twee grote explosies, waarbij de tweede veel krachtiger was dan de eerste en er binnen 20 seconden op volgde. Er volgde een enorme luchtdrukgolf die veel materiële en lichamelijke schade aanrichtte in de omgeving. Ook was er een pikzwarte stofwolk die volgens Uittenboogaard 5 tot 7 minuten duurde en het zicht belemmerde. De eerste gedachte van veel omwonenden was dat er oorlog was uitgebroken en er een bombardement plaatsvond of dat er een vliegtuig was neergestort. Urenlang daarna nog ontbrandde er vuurwerk, met nieuwe kleine explosies als gevolg, tot laat in de middag.:6:21
Ten tijde van de ramp waren er zeven werknemers van de fabriek aanwezig. Van hen wisten er vijf te ontkomen,:4:37 waaronder eigenaar Henk Koolen, medewerker Aat Boeschoten en een secretaresse die zich in het kantoor bevonden. De twee overige medewerkers werden aanvankelijk vermist, later op de dag werd duidelijk dat zij door de explosie waren gedood.:4:37
In een straal van ongeveer 5 kilometer rondom de vuurwerkfabriek sprongen er ruiten of trilden ze hevig. De luchtdrukgolf was zo krachtig dat auto's die op de 100 meter verderop gelegen A2 reden bijna van de weg werden geslingerd.

### Bluswerkzaamheden

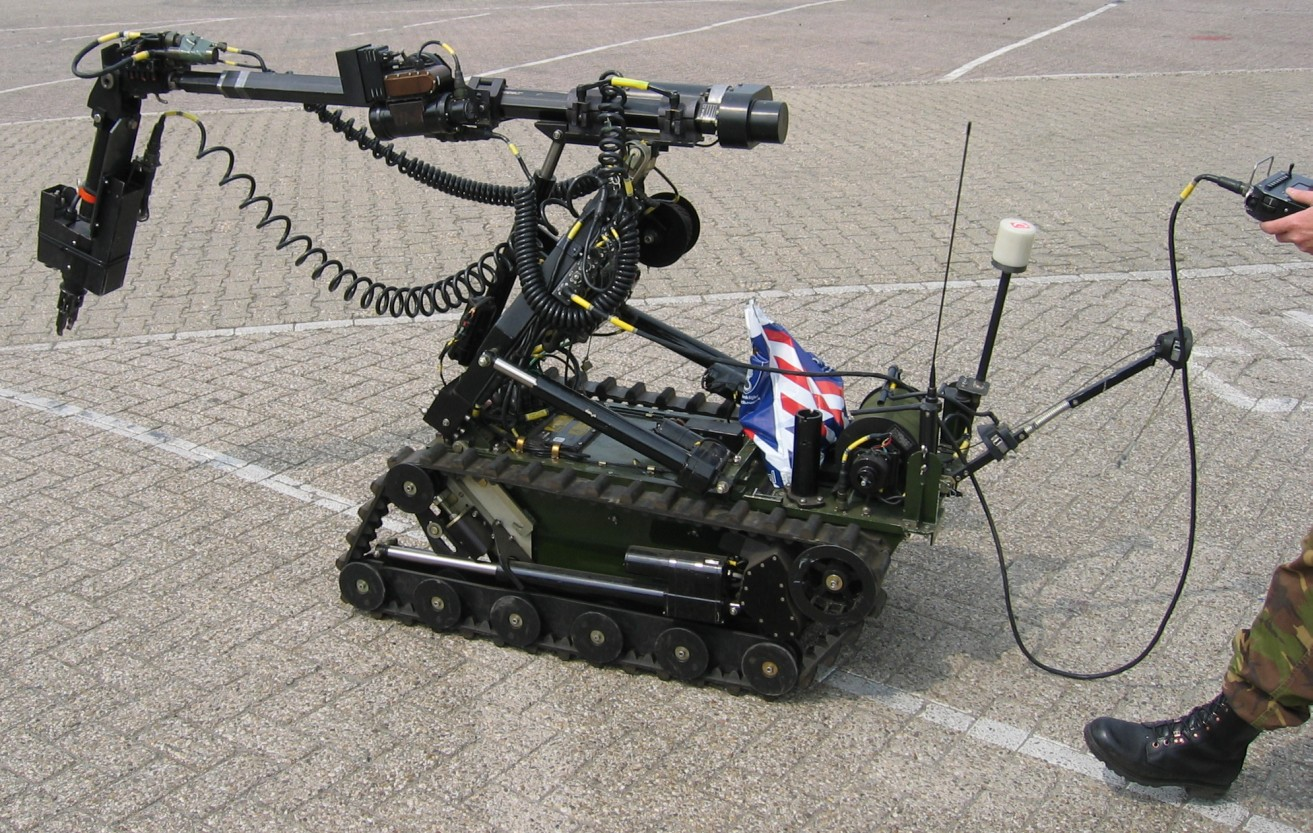
Een wheelbarrow van de EOD in 2006.

De brandweer was snel ter plaatse en zette de omgeving af, maar niemand wist wat voor materiaal er allemaal opgeslagen lag en hoe groot het risico was op een nieuwe grote explosie. Met name in de nog intacte bunker lag veel onontploft vuurwerk opgeslagen. De Explosieven Opruimingsdienst Defensie (EOD), die tot 2011 in Culemborg gevestigd was, zette een 'wheelbarrow'-observatierobot in om te verkennen. Enerzijds probeerde deze robot een teken van de twee vermiste personen te vinden en anderzijds vast te stellen of het voor de brandweer veilig genoeg was om het vuur te naderen. Uiteindelijk moesten brandweerlieden tot het 'eind van de middag' of 'begin van de avond' wachten voordat zij met blussen mochten beginnen, toen volgens de EOD het gevaar voor verdere explosies was geweken.:1:17, 6:21

## Nasleep

### Slachtoffers en schade
Er vielen twee doden: de dochter van fabriekseigenaar Henk Koolen en haar echtgenoot. Er raakten naar verluidt 20 tot 30 mensen gewond. Bovendien kwamen enkele honden, die door omwonenden als huisdier werden gehouden, om het leven. De omwonenden liepen ook langdurige psychologische schade op.
De materiële schade werd geschat op 4 miljoen gulden (1992). MS Vuurwerk was maar voor 1 miljoen gulden verzekerd. Sommige buren zoals veehouder Cornelis (Kees) Uittenboogaard en boer J. Martens waren voldoende verzekerd, maar de meeste gedupeerden te laag of om religieuze redenen helemaal niet; een jaar later was er nog juridische strijd over wie wat moest betalen.

### Opruiming en wederopbouw
Het leger werd ingezet om te helpen de brokstukken van de explosie op te ruimen. In de eerste drie dagen van de operatie hadden de militairen al 22 ton puin verzameld in de omliggende weilanden. Niet alleen was er sprake van talloze stukken steen, beton, metaal, hout en glas, maar ook asbest.
Tientallen families zaten jarenlang noodgedwongen in geïmproviseerde huizen. De wederopbouw werd gehinderd door het feit dat er geen verantwoordelijke kon worden aangewezen en dus ook niet vastgesteld kon worden of de gedupeerden schadevergoeding zouden krijgen van verzekeringsmaatschappijen dan wel van de overheid. Pas op 29 maart 1993 ontvingen de omwonenden het bericht dat hen schadevergoeding zou worden verleend. De verzekeraars van de fabriek keerden een miljoen gulden uit aan de gedupeerden en de fabriek betaalde nog eens drie ton (300.000) uit haar bedrijfsvermogen om daarmee alle schade te dekken. Ondertussen eisten de gemeenten Culemborg en Vianen nog eens 700.000 gulden vergoeding, voornamelijk voor het verwijderen van asbest uit de omgeving. Omdat bleek dat de schade van de bewoners te hoog was ingeschat en niet 1,3 miljoen, maar 660.000 gulden bedroeg, ging er eind maart 1993 uiteindelijk 550.000 gulden vergoeding naar de gemeenten, die erkend werden als gedupeerden. De omwonenden eisten echter nog meer vergoeding vanwege extra opgelopen kosten.

### Documentaire
Journalist Hans Polak maakte enkele maanden na de ramp de documentaire Vuurwerk aan de Diefdijk (1991) voor het programma Impact van de VARA. De documentaire richt zich vooral op de opruiming, wederopbouw en emotionele verwerking van de omwonenden en de verantwoordelijkheden van de lokale politiek, waaronder de schadeafhandeling en het toestaan van een eventuele herbouw van de fabriek (die niet is doorgegaan).

### Herbouw vuurwerkfabriek afgelast
Tot grote zorg en ergernis van omwonenden, heeft Koolen nog jarenlang vastgehouden aan plannen om zijn vuurwerkfabriek te herbouwen. Omdat nooit was vastgesteld dat MS Vuurwerk fouten had gemaakt, kon de gemeente zijn plannen niet verhinderen toen hij op dezelfde plaats zijn fabriek wilde herbouwen. Hij maakte daar ook al enkele malen aanstalten toe. Toch zag Koolen er uiteindelijk van af, verkocht zijn bedrijf aan zijn medewerker Aat Boeschoten en overleed enkele jaren later in 1996. Anno 2016 was het terrein van de ontplofte fabriek, onveranderd maar overwoekerd sinds begin jaren 1990, nog steeds in handen van een kleindochter en kleinzoon van Koolen. Er waren geen plannen voor het terrein, maar er zou in ieder geval geen nieuwe vuurwerkfabriek komen.

## Onderzoek en consequenties

### Oorzaak van de explosies
In april 1991 publiceerde het TNO Prins Maurits Laboratorium een rapport over de Culemborgse vuurwerkramp, in opdracht van Defensie. TNO concludeerde dat betrekkelijk licht vuurwerk in grote hoeveelheden een onverwacht krachtige explosie had veroorzaakt omdat het niet meer in de verpakking zat. Ook was het vuurwerk verkeerd geclassificeerd als gevarenklasse 1.1. De directe oorzaak is uiteindelijk nooit vastgesteld, maar deskundigen houden het erop dat een vonk door statische elektriciteit waarschijnlijk heeft geleid tot brand. Zodra er eenmaal vuur was, kwam het tot een verwoestende kettingreactie.
TNO concludeerde dat er waarschijnlijk twee grote explosies waren geweest, de eerste in opslagruimte 6, snel gevolgd door de tweede in opslagruimten 7, 8 en 9. Dit werd afgeleid uit de feiten dat twee kraters werden gevonden, waarbij betonnen platen van de ruimtes 7, 8 en 9 over de krater onder ruimte 6 waren geschoven, en de patronen die de gescheurde betonnen vloeren vóór de vier opslagruimtes vertoonden. Een ander feit is dat de meeste, maar niet alle, getuigen verklaarden dat ze binnen 20 seconden na elkaar twee explosies hadden gehoord en de tweede veel krachtiger was.
In april 1993 was er nog altijd geen directe oorzaak van de explosie ontdekt en daarmee bleef onduidelijk wie de verantwoordelijkheid ervoor droeg. Uiteindelijk hebben alle betrokken partijen na veel getouwtrek een compromis gesloten omtrent de schadevergoeding.

### Hoeveelheid kruit
Omwonenden was voorgehouden dat er slechts 50 kilo kruit in de fabriek lag opgeslagen, maar het leek in eerste instantie veel meer te zijn.:6:02 Hoeveel en wat voor soort explosieve stoffen en producten er precies opgeslagen lagen, ten tijde van de ramp, is echter nooit opgehelderd. Anno 2001 was de consensus van experts, inclusief het Openbaar Ministerie in Utrecht, onderzoeksinstituut TNO, controleurs en collega's uit de vuurwerkbranche dat er in februari 1991 'vermoedelijk' niet meer dan de toegestane 200 kilo buskruit aanwezig was. Eens per twee of drie weken kwam er een controleur langs bij MS Vuurwerk, die het volgens H. Kapel, de toenmalige commandant van het Korps controleurs gevaarlijke stoffen (een inspectiedienst van het Ministerie van Verkeer) zou moeten hebben gezien als de maximale hoeveelheid was overschreden.
De conclusie van TNO was dan ook dat vuurwerk bij de montage en bewerking vaak aanzienlijk meer explosieve kracht krijgt. Omdat het vuurwerk ook verkeerd geclassificeerd was, lag er in de fabriek veel zwaarder vuurwerk opgeslagen dan de vergunning toestond.

### Aanbevelingen TNO en reflectie na vuurwerkramp Enschede 2000
Het TNO-rapport van april 1991 deed aanbevelingen aan de vier betrokken ministeries om de veiligheid te verbeteren. Deze hielden onder meer in:
- Het veel verder van bebouwing opslaan van vuurwerk dan tot dan toe gebruikelijk was.[8]
- Het zeven keer testen van groot vuurwerk op gevarenklasse 'vanaf fabricage via transport, bewerking, assemblage, opslag, wederom transport en gebruik.'[11][8]
- Het ten sterkste afraden om de gevarenklasse die geldt bij transport ook bij volgende fases te gebruiken, 'zeker wanneer het vuurwerk niet meer in de verpakking wordt opgeslagen en er modificaties aan het vuurwerk hebben plaatsgevonden.'[11] Zodra het vuurwerk uit de verpakking wordt gehaald en bewerkt, moet het opnieuw worden geclassificeerd.[8]

Op 13 mei 2000 leidde een soortgelijke maar veel grootschaliger vuurwerkramp in Enschede bij de fabriek S.E. Fireworks tot 23 doden, 950 gewonden en de verwoesting van de gehele woonwijk Roombeek. Daarop werd vrijwel unaniem geconcludeerd dat deze voorkomen of beter had kunnen worden beheerst als de lessen van de Culemborgse vuurwerkramp waren omgezet in strengere veiligheidsmaatregelen. Het bleek dat er weinig tot niets met de aanbevelingen van TNO was gedaan, omdat de ministeries en inspectiediensten 'slecht of geheel niet met elkaar hebben gecommuniceerd', gaf minister Klaas de Vries van Binnenlandse Zaken in 2001 toe.
Een onderzoeksrapport van de Inspectie Brandweerzorg en Rampenbestrijding van het Ministerie van Binnenlandse Zaken, getiteld Onderzoek vuurwerkramp Enschede. Follow up Culemborg, trachtte antwoord te vinden op de vraag ‘In hoeverre resulteerden de conclusies en aanbevelingen, voortkomend uit onderzoek naar de vuurwerkexplosie in 1991 te Culemborg in acties?’. Uit dit rapport, gepresenteerd op 15 januari 2001, bleek dat het TNO-rapport eerst terechtkwam bij het Ministerie van Defensie, dat adviseert bij vergunningverlening aan vuurwerkbedrijven. Maar, de Defensiedienst Milieuvergunning rekende aandringen op strengere regels niet tot haar taken. In een brief uit 1991 waarschuwde de Arnhemse advocaat-generaal Korvinus zijn meerderen bij het Ministerie van Justitie voor andere vuurwerkopslagplaatsen elders in Nederland, maar ook dit ministerie zag vuurwerkopslag niet als zijn taak. De dienst Ongevalsbestrijding Gevaarlijke Stoffen van het Ministerie van Binnenlandse Zaken wilde wel strengere regelgeving voor vuurwerk invoeren, hetgeen ter sprake kwam tijdens vergaderingen van de Commissie Preventie Rampen door gevaarlijke stoffen (CPR), maar zij maakte deel uit van de directie Brandweer, die destijds werd geacht zich te richten op brandbestrijding en niet op risicobeheersing. Regels omtrent de opslag van vuurwerk werden beschouwd als de verantwoordelijkheid van het Ministerie van Volkshuisvesting, Ruimtelijke Ordening en Milieubeheer (VROM).
Bij tien CPR-vergaderingen die plaatsvonden van 12 september 1991 tot 31 maart 1994 werd het onderwerp vuurwerk steeds doorgeschoven en uiteindelijk afgevoerd. Volgens een evaluatierapport uit februari 2001 bleek de CPR nauwelijks geïnteresseerd in vuurwerk. Na onderzoek van TNO kwam het onderwerp in 1995 terug op de CPR-agenda en werd er een werkgroep opgericht voor herziening van de vuurwerkrichtlijn, waarvoor de betrokken ministeries echter geen geld en personeel beschikbaar stelden. In 1999 besloot de CPR de vuurwerkrichtlijn op te heffen. In afwachting van een nieuwe richtlijn handelde het bureau op het Ministerie van Defensie, dat gemeenten adviseerde over vergunningsverlening aan vuurwerkbedrijven, naar eigen inzicht. Dat bureau bleek echter nauwelijks te functioneren. Door dit bureaucratische doolhof met verspreide verantwoordelijkheden werd er uiteindelijk bijna niets met de aanbevelingen van TNO gedaan en werden er geen extra veiligheidsmaatregelen genomen tot na de Enschedese vuurwerkramp in 2000.
Sinds de ontploffing van de Culemborgse vuurwerkfabriek in 1991 opereerden vrijwel alle 26 Nederlandse vuurwerkbedrijven buiten bewoonde gebieden; anno 2000 lagen er enkele aan de rand van de bebouwde kom. Destijds was de locatiekeuze voor vuurwerkbedrijven een gemeentelijke verantwoordelijkheid. S.E. Fireworks was het laatste bedrijf dat middenin een woonwijk stond voorafgaand aan een geplande verhuizing in 2002. De verhuizing was bevolen door de gemeente Enschede omdat zij op die plek huizen wilde bouwen; de veiligheid speelde hierbij een ondergeschikte rol.